# Rivière Soper
Pour les articles homonymes, voir Soper.
La rivière Soper dont le nom inuktitut est Kuujuak (« la grande rivière ») est un cours d'eau situé dans le Sud de île de Baffin dans la région de Qikiqtaaluk dans le territoire du Nunavut au Canada. Elle fait partie du réseau des rivières du patrimoine canadien depuis 1992. La rivière doit son nom anglophone à Dewey Soper, un biologiste.
Depuis 1992, la rivière Soper est inscrite au réseau des rivières du patrimoine canadien.

## Annexe